# Осокина, Елена Александровна
Еле́на Алекса́ндровна Осо́кина (род. 2 марта 1959, Подольск, Московская область, СССР) — советский и российский историк. Доктор исторических наук (1998). Профессор истории России и СССР Университета Южной Каролины (с 2012).

## Биография
Родилась 2 марта 1959 года в Подольске.
В 1981 окончила исторический факультет МГУ имени М. В. Ломоносова.
В 1987 году в Специализированном совете по истории СССР МГУ имени М. В. Ломоносова защитила диссертацию на соискание учёной степени кандидата исторических наук по теме «Социально-экономическая структура крестьянского хозяйства центрального промышленного района в конце XIX — начале XX вв. : опыт количественного анализа территориальных сводок земской статистики» (специальность 07.00.09 — историография, источниковедение и методы исторического исследования).
В 1998 году в МПГУ защитила диссертацию на соискание учёной степени доктора исторических наук по теме «Распределение и рынок в снабжении населения СССР в годы первых пятилеток, 1928—1941» (специальность 07.00.02 — Отечественная история); официальные оппоненты — доктор исторических наук, профессор Л. И. Бородкин, доктор исторических наук, профессор В. К. Криворученко и доктор исторических наук В. П. Попов; ведущая организация — Институт государственного управления и социальных исследований МГУ имени М. В. Ломоносова.
В 1988—1990 году — младший научный сотрудник в МГУ имени М. В. Ломоносова.
В 1990—2002 годы — научный сотрудник Института российской истории.
В 2003—2005 годы — ассистент-профессор в Университете штата Миссури.
С 2005 года преподаёт в Университете Южной Каролины, с 2012 года — полный профессор.

### Семья
Почти 20 лет была замужем за Сергеем Семичевым, его памяти посвятила свою книгу «За фасадом „сталинского изобилия“».
Состоит во втором браке. Имеет двух дочерей.

## Научная деятельность
В книге «За фасадом „сталинского изобилия“», написанной на основе ранее закрытых архивных материалов, включая документы архива ОГПУ/НКВД, исследуется повседневная жизнь общества в условиях огосударствления экономики в годы первых пятилеток, доказывается, что в СССР всегда существовал обширный легальный и подпольный рынок товаров и услуг. По подсчётам Осокиной, в начале 1930-х годов находившиеся на централизованном снабжении рабочие и служащие приобретали 80 % мяса, 70 % сыра и 60 % рыбы на рынке, а не в учреждениях государственной торговли. Сталинская экономика функционировала как симбиоз плана и рынка, преимущественно нелегального. Рынок выполнял важнейшие социально-экономические функции, являлся способом выживания и обогащения (в главе «Предпринимательство и рынок в эру „свободной“ торговли» описана деятельность дельцов подпольного бизнеса второй половины 30-х годов).
Использовав в качестве основного источника материалы из Российского государственного архива экономики, впервые в научной литературе написала о деятельности объединения Торгсин, оценила роль его доходов для финансирования индустриализации СССР:

Золото, скупленное Торгсином, в значительной мере покрыло растрату золотой имперской казны и оплатило промышленный импорт тех лет. Особенно выделяется голодный 1933 год. В тот год люди принесли в Торгсин почти столько же золота, сколько огромным трудом «намыли» на «гражданских» предприятиях золотодобывающей промышленности!
Книга «Золото для индустриализации: Торгсин» послужила документальной основой фильма «Империя „Торгсин“. Экспроприация по-советски» (реж. А. Коридзе. Телеканал «Россия» и кинокомпания «Арт-Экспресс», 2009).

## Награды
- Макарьевская премия в номинации «История Православной Церкви» за книгу «Небесная голубизна ангельских одежд. Судьба произведений древнерусской живописи. 1920—1930-е годы» (2019, первая премия)[9].
- Премия «Просветитель» (2019) в номинации «Гуманитарные науки» за книгу «Алхимия советской индустриализации. Время Торгсина».

## Научные труды

### Монографии
- Иерархия потребления. О жизни людей в условиях сталинского снабжения. 1928—1935 гг. — М.: Изд-во Московского государственного открытого университета, 1993. — 144 с.
- За фасадом «сталинского изобилия»: распределение и рынок в снабжении населения в годы индустриализации: 1927—1941 Архивная копия от 14 октября 2021 на Wayback Machine. — М.: РОССПЭН, 1997.
- Золото для индустриализации: Торгсин. — М.: Российская политическая энциклопедия (РОССПЭН); Фонд первого президента России Б. Н. Ельцина, 2009. — 590 с. — ISBN 978-5-8243-1110-5.
  - Золото для индустриализации. Торгсин. — 2-е изд. — М.: Новое литературное обозрение, 2022. — 624 с. — (Historia Rossica). — ISBN 978-5-4448-1586-1.
- Небесная голубизна ангельских одежд. Судьба произведений древнерусской живописи. 1920—1930-е годы. — Новое литературное обозрение, 2018. — 664 с. — ISBN 978-54448-0778-1
- Алхимия советской индустриализации. Время Торгсина. — М.: Новое литературное обозрение, 2019. — 344 с. — ISBN 978-5-4448-0952-5.
- Судьбы икон в Стране Советов. 1920—1930-е. — М.: Новое литературное обозрение, 2023. — 416 с.: ил. — («Что такое Россия»).

### Статьи
- Жертвы голода 1933 года: сколько их?: (Анализ демографической статистики ЦГАНХ СССР) // История СССР, 1991. — № 5. — С. 18—26.
- Характер демографических процессов и система централизованного снабжения продовольствием в 1933 году (Опыт работы с базой данных по торговой и демографической статистике) // Россия и США на рубеже XIX—XX вв. М., 1992. С. 155—173.
- За зеркальной дверью Торгсина // Отечественная история. 1995. № 2.
- Люди и власть в условиях кризиса снабжения 1939—1941 гг. // Отечественная история. 1995. № 3.
- Кризис снабжения 1939—1941 гг. в письмах советских людей // Вопросы истории. 1996. № 1.
- Прощальная ода советской очереди // Неприкосновенный запас. 2005, № 5 (43).
- Музейная икона и парадоксы революционного времени: судьба произведений древнерусской живописи, 1920—1930-е гг. Архивная копия от 14 мая 2021 на Wayback Machine // Уроки Октября и практики советской системы. 1920—1950-е годы : Материалы X международной научной конференции. Москва, 5—7 декабря 2017 г. — М. : Политическая энциклопедия ; Президентский центр Б. Н. Ельцина, 2018. — 919 с. — С. 595—607.